# Наджі Унювар
Наджі Унювар (тур. Naci Ünüvar, нар. 13 червня 2003, Зандам, Нідерланди) — нідерландський та турецький футболіст, півзахисник нідерландського клубу «Твенте».

## Ігрова кар'єра

### Клубна
Наджі Унювар є вихованцем клубної академії амстердамського «Аякса». 22 січня 2020 року в кубковому матчі футболіст провів першу гру в основі «Аякса». Забивши в тому матчі гол, Унювар у 16 років і 223 дні став наймолодшим дебютантом «Аяксу», хто в своєму першому матчі відмітився забитим голом.
В серпні 2022 року Унювар був відправлений в оренду до турецького клубу «Трабзонспор». Після цього футболіст ще двічі відправлявся в оренду. По одному сезону він провів в нідерландському «Твенте» та іспанському «Еспаньйолі».
В січні 2025 року футболіст досяг угоди з «Аяксом» про розірвання контракту і в той же день приєднався до «Твенте», з яким підписав контракт на три з половиною роки.

### Збірна
У 2019 році в складі юнацької збірної Нідерландів (U-17) Наджі Унювар став переможцем юнацького чемпіонату Європи, що проходив в Ірландії.
У 2023 році Унювар прийняв рішення представляти на міжнародному рівні країну свої батьків і 27 березня 2023 року дебютував у складі молодіжної збірної Туреччини.

## Титули
Нідерланди (U-17)
 Чемпіон Європи: 2019